# Thetidia jankowskiaria
Thetidia jankowskiaria là một loài bướm đêm trong họ Geometridae.